# Federico Villagra
Federico Villagra (Córdoba, provincia homónima; 1 de mayo de 1969) es un piloto argentino de rally. Iniciado en el ámbito del motocross, debutó en el automovilismo en el año 1997, compitiendo por primera vez en una prueba de rally. Desarrolló su carrera deportiva compitiendo en distintas categorías, llegando a competir entre 1998 y 2011 en el Campeonato Mundial de Rally, donde sus mejores resultados fueron los cuartos puestos en el Rally de Argentina y en el Rally Acrópolis de 2009. Compitió también en el Campeonato Argentino de Rally (más conocido por su nombre comercial Rally Argentino) y fue uno de los primeros pilotos en formar parte del plantel inaugural del Campeonato Argentino de Rally Cross. Compitió siempre comandando su propia estructura, denominada Villagra Racing Sport, con la cual se proclamó 19 veces campeón del Rally Argentino, superando la marca del histórico campeón Gabriel Raies. Asimismo, fue partícipe también de las ediciones 2014 y 2015 del Rally Dakar, donde compitió primeramente al comando de una unidad Mini All4 y al año siguiente sobre una unidad Ford Ranger.

## Trayectoria

### Motociclismo
Federico Villagra inició su carrera deportiva dentro el motociclismo en la categoría de motocross en 1979, a los 10 años de edad. Un año más tarde obtuvo el puesto N° 22 en la categoría Junior y al año siguiente alcanzó el noveno puesto. Ambas competencias corrió con una motocicleta Suzuki de 80 cc.
En el certamen provincial de 1983 obtuvo el subcampeonato de la categoría Junior. En el mismo año incursionó en el enduro a nivel nacional en la categoría 125 cc en 1983, aunque la experiencia no fue de su agrado. Un año más tarde, obtuvo el título en Entre Ríos y Santa Fe.
Entre 1987 y 1992 alcanza diversos lugares en los Campeonatos Argentinos de Supercross y Motocross, siendo los más destacados los campeonatos de Motocross en 1987, 1992 y 1996 (este último en la categoría de 250 cc), el de Supercross en 1992 y el Sudamericano de Supercross en 1993.
En 1997 participó por última vez en campeonatos de motociclismo y comienza su participación en rallies.

### Rally Argentino y rally sudamericano
Su primera carrera de rally fue en 1997 en el Gran Premio de La Falda a bordo de un Peugeot 405 M-16. Ese mismo año participa en el Campeonato de Rally de la Argentina en la categoría F2 en el Rally Día de la Bandera y, con su hermano Javier como copiloto, alcanza la tercera posición de la categoría. Al año siguiente se proclamó ganador del Rally Sprint.
A partir de 2001 y hasta 2011, Federico Villagra se destacó por obtener varios títulos en diferentes campeonatos. Se proclamó ganador en los torneos sudamericanos Codasur y Codasur N4, ambos en 2001; en el Rally Argentino N4 en los años 2002 a 2004 y 2006 a 2010; en el Rally Argentino absoluto en los años 2004 y 2006 a 2013 y en el torneo Rally Mobil en 2004 gana el Campeonato Chileno N4 y es campeón de Superprimes.
Con la renovación del reglamento técnico y la implementación a nivel mundial por parte del Campeonato Mundial de Rally de vehículos homologados bajo la regulación Super 2000, en 2011 el Campeonato Argentino de Rally imita a su homólogo mundial implementando un sistema de regulación similar denominado Maxi Rally, el cual homologó como coches de la categoría mayor a los modelos de producción del segmento B de las marcas con mayor representación en el mercado automotor argentino, equipados todos con impulsores desarrollados por el preparador argentino Oreste Berta. En este sentido, Villagra reformula por completo su equipo con la intención de participar en la nueva divisional mayor del Rally, a la vez de seguir preparando los coches con los que competía en la Clase N4, a fin de ofrecerlos a pilotos que buscasen hacer sus primeras armas en el Rally. En este contexto, Villagra estrenaría su renovada escudería VRS, poniendo en pista dos unidades Ford Fiesta KD en la Clase Maxi Rally y dejaría sus Mitsubishi Lancer para la Clase N4. Con este equipo y estrenándose en el primer campeonato de la renovada categoría, Villagra tendría el honor de ser su primer campeón, repitiendo el éxito en los años 2012 y 2013, logros que lo terminarían por ubicar como el máximo Campeón Argentino de Rally, al coronarse 19 veces como su titular. En los años siguientes, continuaría comandando los destinos de su escuadra, alcanzando dos veces el subcampeonato por detrás de su comprovinciano Marcos Ligato, quien piloteaba un Chevrolet Agile.

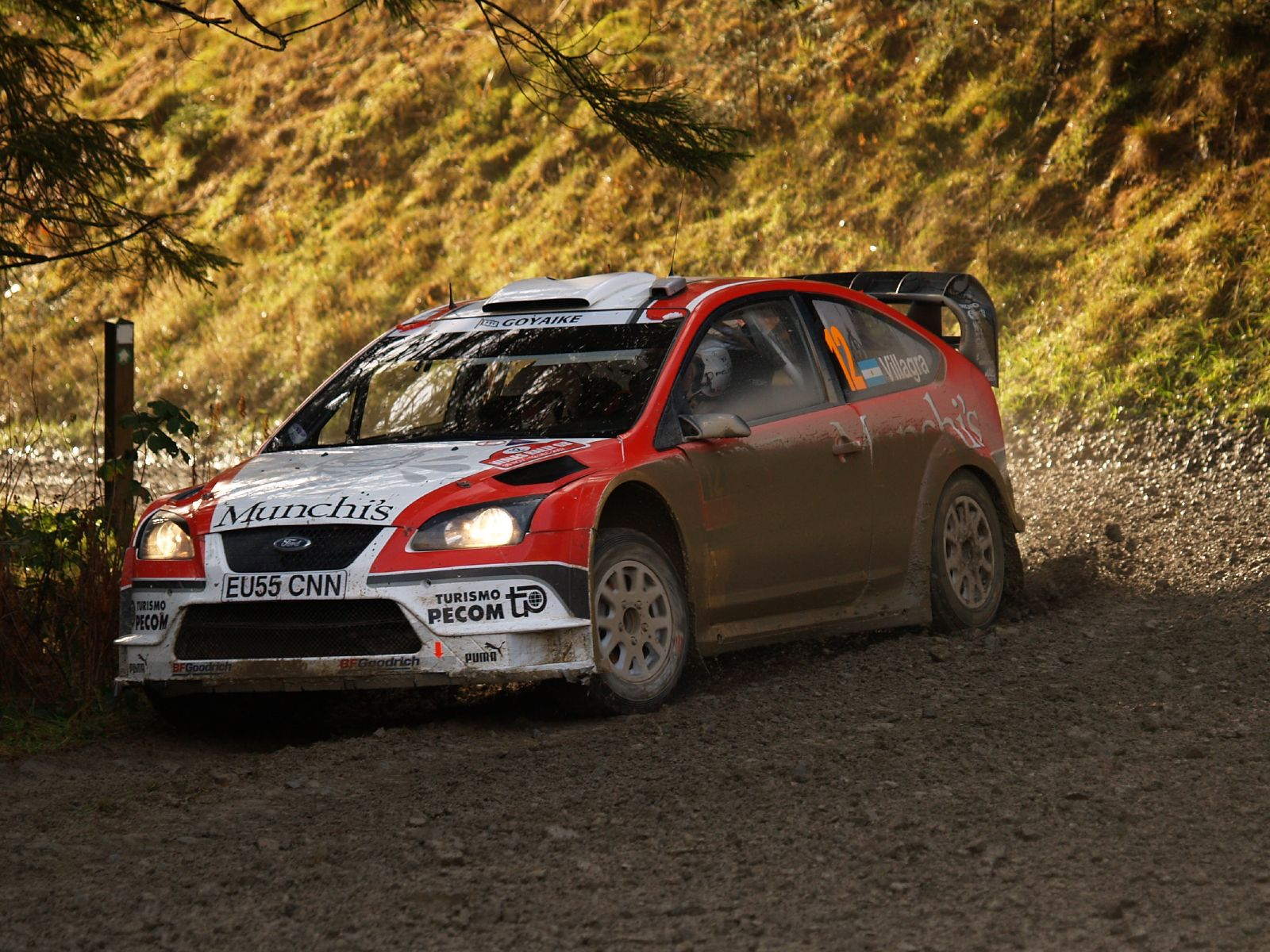
Villagra en el Rally de Gran Bretaña 2007.

### Campeonato Mundial de Rally
Federico Villagra participó en las temporadas 1998 y 2000 a 2005 del Campeonato Mundial de Rally como corredor privado. En 2006 y parcialmente en 2007 participó con su equipo Villagra Racing Sport. En 2007, durante la temporada, Federico Villagra fue invitado a participar en el Rally de Cerdeña por el equipo Munchi's Ford World Rally Team junto a Jorge Pérez Companc, en sustitución de Juan Pablo Raies.
A partir de ese año y hasta 2011, Villagra participó en el campeonato con el equipo Munchi's Ford World Rally Team. Con ellos obtuvo en la temporada 2009 los que serían sus mejores resultados en la competencia: los cuartos lugares en Argentina y en Grecia, respectivamente y también marcó un scratch en el Rally de Portugal 2010 siendo el más rápido en el tramo super special del estadio algarve.

El equipo Munchi's no participó en la última carrera de la temporada 2011 ni en la temporada completa 2012 por no ser parte de sus planes. Con esa decisión del equipo terminó la participación de Villagra en el Campeonato Mundial.

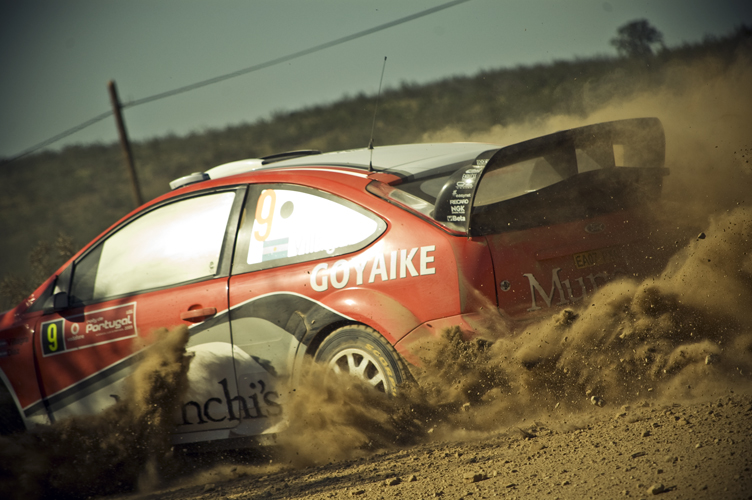
Villagra en Portugal en [2009

### Campeonato Argentino de Rally Cross

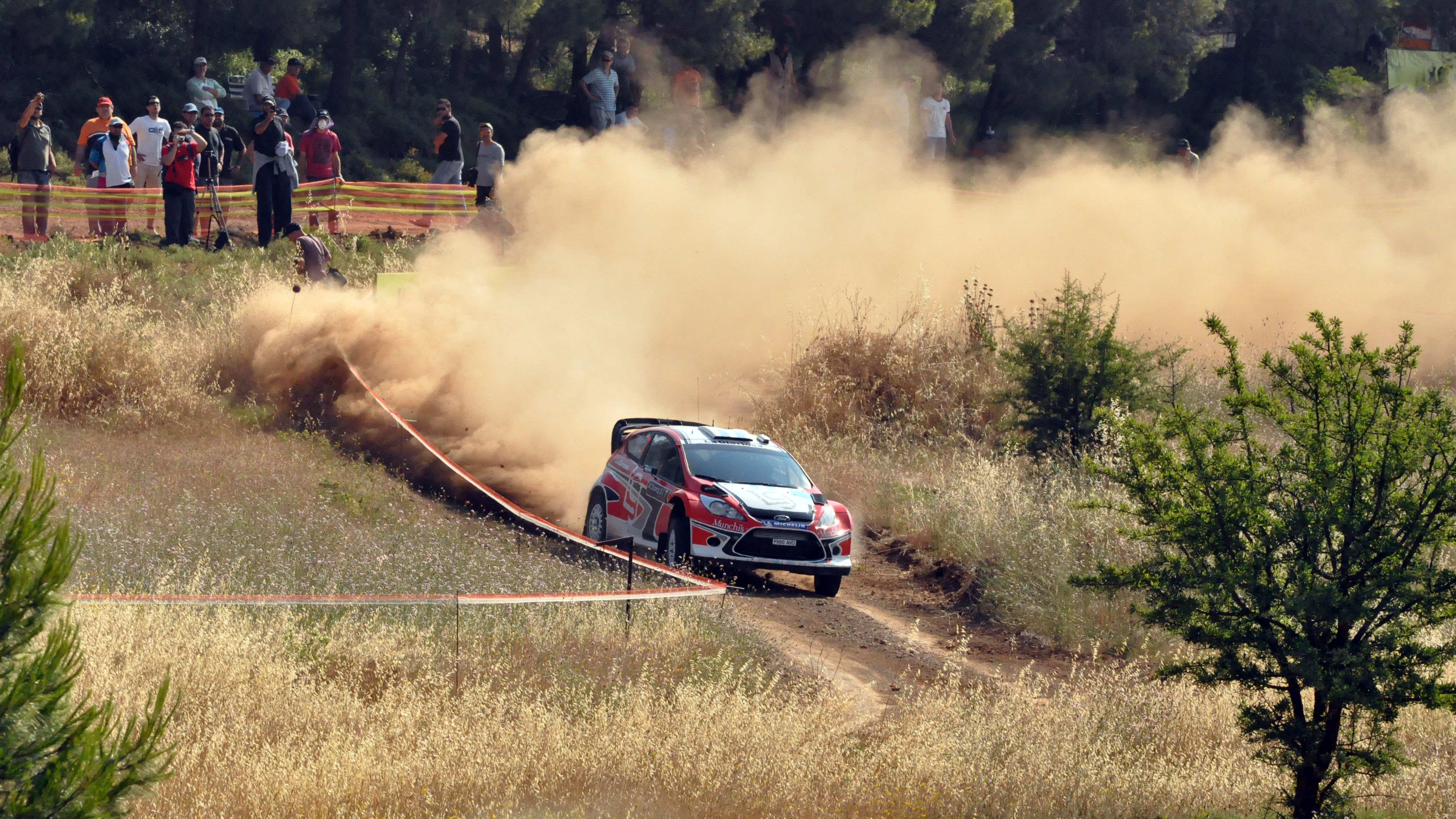
"Coyote" Villagra en [2011

En el año 2014 hace su aparición en el ámbito deportivo argentino el Campeonato Argentino de Rally-Cross (CARX), la cual es la primera categoría argentina en desarrollar la disciplina del rallycross. Tomando como base el reglamento técnico del Campeonato Argentino de Rally para su desarrollo, su primer campeonato oficial lo tendría en la temporada 2015. En este contexto, la coincidencia reglamentaria entre el Rally Argentino y el nuevo CARX permite a Villagra presentarse a competir al comando de su Ford Fiesta KD atendido por su propio equipo, pero con apoyo oficial de la petrolera YPF y la montadora Ford Argentina. En este campeonato inaugural, Villagra se llevaría 3 de las 5 superfinales pactadas en cada fecha, sin embargo estos logros no alcanzarían y terminaría quedándose con el subcampeonato de la categoría, por detrás de quien finalmente quedaría como el primer campeón histórico de la disciplina, el puntano Miguel Baldoni. Parte de este resultado, se daría a causa de la ausencia que tuviera Villagra en una de las fechas (tercera competencia corrida en Alta Gracia) debido a su participación en un compromiso internacional (Rally de Marruecos, competencia previa al Rally Dakar) por lo que no terminaría de recuperar esos puntos perdidos y terminaría cediendo sus aspiraciones en manos de su oponente.

## Palmarés

### Rally Argentino
| Año     | Título ganado                               | Categoría | Clase   |
| ------- | ------------------------------------------- | --------- | ------- |
| 2002    | Rally de San Luis                           | Coches    | C4 / N4 |
| 2003    | Rally de Traslasierras                      | Coches    | C4 / N4 |
| 2003    | Rally de Andalgala                          | Coches    | C4 / N4 |
| 2003    | Rally Catamarca                             | Coches    | C4 / N4 |
| 2004    | Rally de Rio Ceballos                       | Coches    | C4 / N4 |
| 2004    | Rally Corredor de los Lagos                 | Coches    | C4 / N4 |
| 2004    | Rally de Catamarca                          | Coches    | C4 / N4 |
| 2005    | Rally de Traslasierras                      | Coches    | C4 / N4 |
| 2006    | Rally de Traslasierras                      | Coches    | C4 / N4 |
| 2006    | Rally de Rio Ceballos                       | Coches    | C4 / N4 |
| 2006    | Rally de San Juan                           | Coches    | C4 / N4 |
| 2006    | Rally del Petróleo y los Dinosaurios        | Coches    | C4 / N4 |
| 2006    | Rally de Salta                              | Coches    | C4 / N4 |
| 2006    | Rally de Alta Gracia                        | Coches    | C4 / N4 |
| 2007    | Rally de la Cumbre                          | Coches    | C4 / N4 |
| 2007    | Rally de Rio Ceballos                       | Coches    | C4 / N4 |
| 2007    | Rally de Catamarca                          | Coches    | C4 / N4 |
| 2007    | Rally de San Rafael                         | Coches    | C4 / N4 |
| 2007    | Rally Mina Clavero                          | Coches    | C4 / N4 |
| 2007    | Rally de Entre Rios                         | Coches    | C4 / N4 |
| 2008    | Rally de Entre Rios                         | Coches    | C4 / N4 |
| 2008    | Rally Corredor de los Lagos                 | Coches    | C4 / N4 |
| 2008    | Rally Vuelta de la Manzana                  | Coches    | C4 / N4 |
| 2008    | Rally de Entre Rios                         | Coches    | C4 / N4 |
| 2009    | Rally de San Luis                           | Coches    | C4 / N4 |
| 2009    | Rally de Catamarca                          | Coches    | C4 / N4 |
| 2010    | Rally del Petróleo y los Dinosaurios        | Coches    | C4 / N4 |
| 2010    | Rally de Catamarca                          | Coches    | C4 / N4 |
| 2010    | Rally Vuelta de la Manzana                  | Coches    | C4 / N4 |
| 2010    | Rally de Entre Ríos                         | Coches    | C4 / N4 |
| 2010    | Rally Pagos del Tuyú                        | Coches    | C4 / N4 |
| 2010    | Rally Gran Premio de Unquillo               | Coches    | C4 / N4 |
| 2011    | Rally del Petroleo y los Dinosaurios        | Coches    | C3 / N3 |
| 2011    | Rally de Catamarca                          | Coches    | C3 / N3 |
| 2011    | Rally Vuelta de la Manzana                  | Coches    | C3 / N3 |
| 2011    | Rally del Surubi - Goya                     | Coches    | C3 / N3 |
| 2011    | Rally de Entre Ríos                         | Coches    | C3 / N3 |
| 2011    | Rally Gran Premio - Mina Clavero            | Coches    | C3 / N3 |
| 2012    | Rally Corredor Turístico Gran Corrientes    | Coches    | C3 / N3 |
| 2012    | Rally de Tucumán                            | Coches    | C3 / N3 |
| 2012    | Rally Ciudad de Goya                        | Coches    | C3 / N3 |
| 2012    | Rally Vuelta de la Manzana                  | Coches    | C3 / N3 |
| 2013    | Rally de San Luis                           | Coches    | MR      |
| 2013    | Rally de Entre Ríos                         | Coches    | MR      |
| 2013    | Rally Centenario Villa Carlos Paz           | Coches    | MR      |
| 2013    | Rally de Misiones                           | Coches    | MR      |
| 2013    | Rally de Córdoba - Gran Premio Mina Clavero | Coches    | MR      |
| 2014    | Rally Nacional de Los Glaciares             | Coches    | RC2     |
| 2014    | Rally de Entre Rios                         | Coches    | RC2     |
| 2014    | Rally de San Luis                           | Coches    | RC2     |
| 2015    | Rally Argentina XION MR - Dia 1             | Coches    | RC2     |
| 2015    | Rally Argentina XION MR - Dia 3             | Coches    | RC2     |
| 2015    | Rally Vuelta de la Manzana                  | Coches    | RC2     |
| 2016    | Rally de Córdoba                            | Coches    | RC2     |
| 2016    | Rally de Entre Ríos                         | Coches    | RC2     |
| 2017    | Rally de Entre Ríos                         | Coches    | RC2     |
| 2018    | Rally de la Rioja                           | Coches    | RC2     |
| 2018    | Rally de Catamarca                          | Coches    | RC2     |
| 2018    | Rally de Toledo                             | Coches    | RC2     |
| 2018    | Rally de Entre Ríos                         | Coches    | RC2     |
| 2018    | Rally de Malargüe                           | Coches    | RC2     |
| 2019    | Rally de Tafí del Valle                     | Coches    | RC2     |
| 2020    | Rally de Toledo                             | Coches    | RC2     |
| 2025    | Rally Pagos del Tuyu - Gral. Madariaga      | Coches    | RC2     |
| Fuente: |                                             |           |         |

### Otros campeonatos
| Año     | Series  | Título ganado                     | Categoría | Clase      |
| ------- | ------- | --------------------------------- | --------- | ---------- |
| 2001    | CODASUR | Rally de Graciosa                 | Coches    | Géneral    |
| 2004    | Chile   | Rally de Concepción               | Coches    | C4 / N4    |
| 2004    | Chile   | Rally Puerto Montt                | Coches    | C4 / N4    |
| 2004    | Chile   | Rally de Viña del Mar             | Coches    | C4 / N4    |
| 2004    | Chile   | Rally de Pucón-Villarrica-Caburgu | Coches    | C4 / N4    |
| 2004    | Chile   | Rally de La Serena                | Coches    | C4 / N4    |
| 2004    | Chile   | Rally de Iquique                  | Coches    | C4 / N4    |
| 2005    | Chile   | Rally de Coihaique                | Coches    | C4 / N4    |
| 2005    | Chile   | Rally Mobil La Serena             | Coches    | C4 / N4    |
| 2008    | CODASUR | Rally de la Región de Junín       | Coches    | C4 / N4    |
| 2012    | CODASUR | Rally de Misiones Posadas         | Coches    | C3 / N3    |
| 2022    | Córdoba | Rally de Carlos Paz               | Coches    | MR / RC MR |
| Fuente: |         |                                   |           |            |

## Resultados

### Campeonato Mundial de Rally
| Año  | Equipo                         | Vehículo                   | 1     | 2     | 3     | 4      | 5      | 6       | 7      | 8       | 9       | 10    | 11     | 12     | 13      | 14    | 15  | 16     | Pos. | Puntos |
| ---- | ------------------------------ | -------------------------- | ----- | ----- | ----- | ------ | ------ | ------- | ------ | ------- | ------- | ----- | ------ | ------ | ------- | ----- | --- | ------ | ---- | ------ |
| 1998 | Federico Villagra              | Peugeot 405 MI16           | MON   | SWE   | KEN   | POR    | ESP    | FRA     | ARG 22 | GRC     | NZL     | FIN   | ITA    | AUS    | GBR     |       |     |        | NC   | 0      |
| 2000 | Federico Villagra              | Mitsubishi Lancer Evo VI   | MON   | SWE   | KEN   | POR    | ESP    | ARG 22  | GRC    | NZL     | FIN     | CYP   | FRA    | ITA    | AUS     | GBR   |     |        | NC   | 0      |
| 2001 | Federico Villagra              | Mitsubishi Lancer Evo VI   | MON   | SWE   | POR   | ESP    | ARG 15 | CYP     | GRC    | KEN     | FIN     | NZL   | ITA    | FRA    | AUS     | GBR   |     |        | NC   | 0      |
| 2002 | Federico Villagra              | Mitsubishi Lancer Evo VI   | MON   | SWE   | FRA   | ESP    | CYP    | ARG 13  | GRE    | KEN     | FIN     | GER   | ITA    | NZL    | AUS     | GBR   |     |        | NC   | 0      |
| 2003 | Federico Villagra              | Mitsubishi Lancer Evo VI   | MON   | SWE   | TUR   | NZL    | ARG 15 | GRE     | CYP    | GER     | FIN     | AUS   | ITA    | FRA    | ESP     | GBR   |     |        | NC   | 0      |
| 2004 | Federico Villagra              | Mitsubishi Lancer Evo VIII | MON   | SWE   | MEX   | NZL    | CYP    | GRE     | TUR    | ARG Ret | FIN     | GER   | JPN    | GBR    | ITA     | FRA   | ESP | AUS    | NC   | 0      |
| 2005 | Federico Villagra              | Mitsubishi Lancer Evo VIII | MON   | SWE   | MEX   | NZL 19 | ITA    | CYP 27  | TUR 27 | GRE     | ARG DSQ | FIN   | GER    | GBR    |         |       |     | AUS 16 | NC   | 0      |
| 2005 | Federico Villagra              | Mitsubishi Lancer Evo VII  |       |       |       |        |        |         |        |         |         |       |        |        | JPN Ret | FRA   | ESP |        | NC   | 0      |
| 2006 | VRS Rally Team                 | Mitsubishi Lancer Evo VIII | MON   | SWE   | MEX   | ESP    | FRA    | ARG 12  | ITA    | GRE     | GER     | FIN   | JPN    | CYP    | TUR     | AUS   | NZL | GBR    | NC   | 0      |
| 2007 | VRS Rally Team                 | Mitsubishi Lancer Evo IX   | MON   | SWE   | NOR   | MEX    | POR    | ARG 9   |        |         |         |       |        |        |         |       |     |        | 20.º | 2      |
| 2007 | Munchi's Ford World Rally Team | Ford Focus RS WRC 06       |       |       |       |        |        |         | ITA 11 | GRE 32  | FIN 14  | GER   | NZL 11 | ESP 13 | FRA     | JPN 7 | IRE | GBR 18 | 20.º | 2      |
| 2008 | Munchi's Ford World Rally Team | Ford Focus RS WRC 07       | MON   | SWE   | MEX 7 | ARG 6  | JOR 6  | ITA 14  | GRE 13 | TUR 9   | FIN Ret | GER   | NZL 8  | ESP 12 | FRA     | JPN 9 | GBR |        | 14.º | 9      |
| 2009 | Munchi's Ford World Rally Team | Ford Focus RS WRC 08       | IRE   | NOR   | CYP 7 | POR 7  | ARG 4  | ITA Ret | GRE 4  | POL     | FIN 11  | AUS 8 | ESP 8  | GBR    |         |       |     |        | 9.º  | 16     |
| 2010 | Munchi's Ford World Rally Team | Ford Focus RS WRC 08       | SWE   | MEX 7 | JOR 7 | TUR 6  | NZL 9  | POR 8   | BUL    | FIN     | GER     | JPN 8 | FRA 7  | ESP 15 | GBR     |       |     |        | 9.º  | 36     |
| 2011 | Munchi's Ford World Rally Team | Ford Fiesta RS WRC         | MEX 9 | POR 8 | JOR 7 | ITA 17 | ARG 6  | GRE Ret | ESP 16 |         |         |       |        |        |         |       |     |        | 13.º | 20     |

### Rally Dakar
| Año     | Categoría | Vehículo | Posición | Etapas |
| ------- | --------- | -------- | -------- | ------ |
| 2014    | Coches    | Mini     | 12.º     | -      |
| 2015    | Coches    | Ford     | 27.º     | -      |
| 2016    | Camiones  | Iveco    | 3.º      | -      |
| 2017    | Camiones  | Iveco    | 4.º      | -      |
| 2018    | Camiones  | Iveco    | Ret.     | 2      |
| 2019    | Camiones  | Iveco    | 4.º      | -      |
| Fuente: |           |          |          |        |